# Ariel McDonald
Ariel McDonald, né le 13 janvier 1972 à Harvey, (Illinois), est un ancien joueur professionnel américano-slovène de basket-ball.

## Palmarès

### Club
- Suproligue 2001
- Eurocoupe 2007
- Champion de Grèce 2003, 2004
- Coupe de Grèce 2003
- Champion d'Israël 2000, 2001, 2002
- Coupe d'Israël 2000, 2001, 2002
- Champion de Slovénie 1997, 1998, 1999
- Coupe de Slovénie 1997, 1998, 1999

### Championnat d'Europe
- Championnats d'Europe 2001, Turquie
  - 15e

### Distinction personnelle
- MVP de la finale de la Suproligue 2001